# ورقة نبات
الورقة في علم النبات هي عضو النبات الفوقي المخصص للقيام بعملية التمثيل الضوئي. لهذا الغرض تكون الورقة عادة منبسطة ورقيقة، لتعرض أكبر مساحة ممكنة وأكبر قدر من الخلايا الحاوية على اليخضور إلى ضوء الشمس والسماح للضوء باختراق كامل نسيج الورقة. الورقة أيضا هي المسؤولة عن التنفس والنتح والإطراح. ويمكن للورقة أيضا أن تخزن الغذاء والماء كما قد تتحور في أنواع معينة لتحقيق أغراض ووظائف تلائم البيئة المحيطة بها.

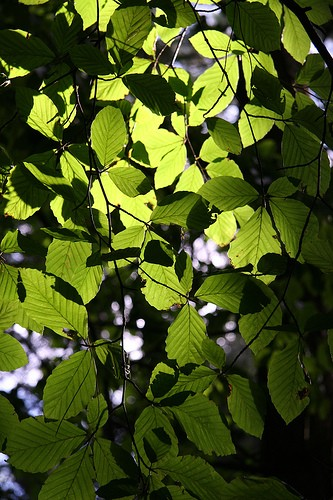
أوراق شجرة الزان

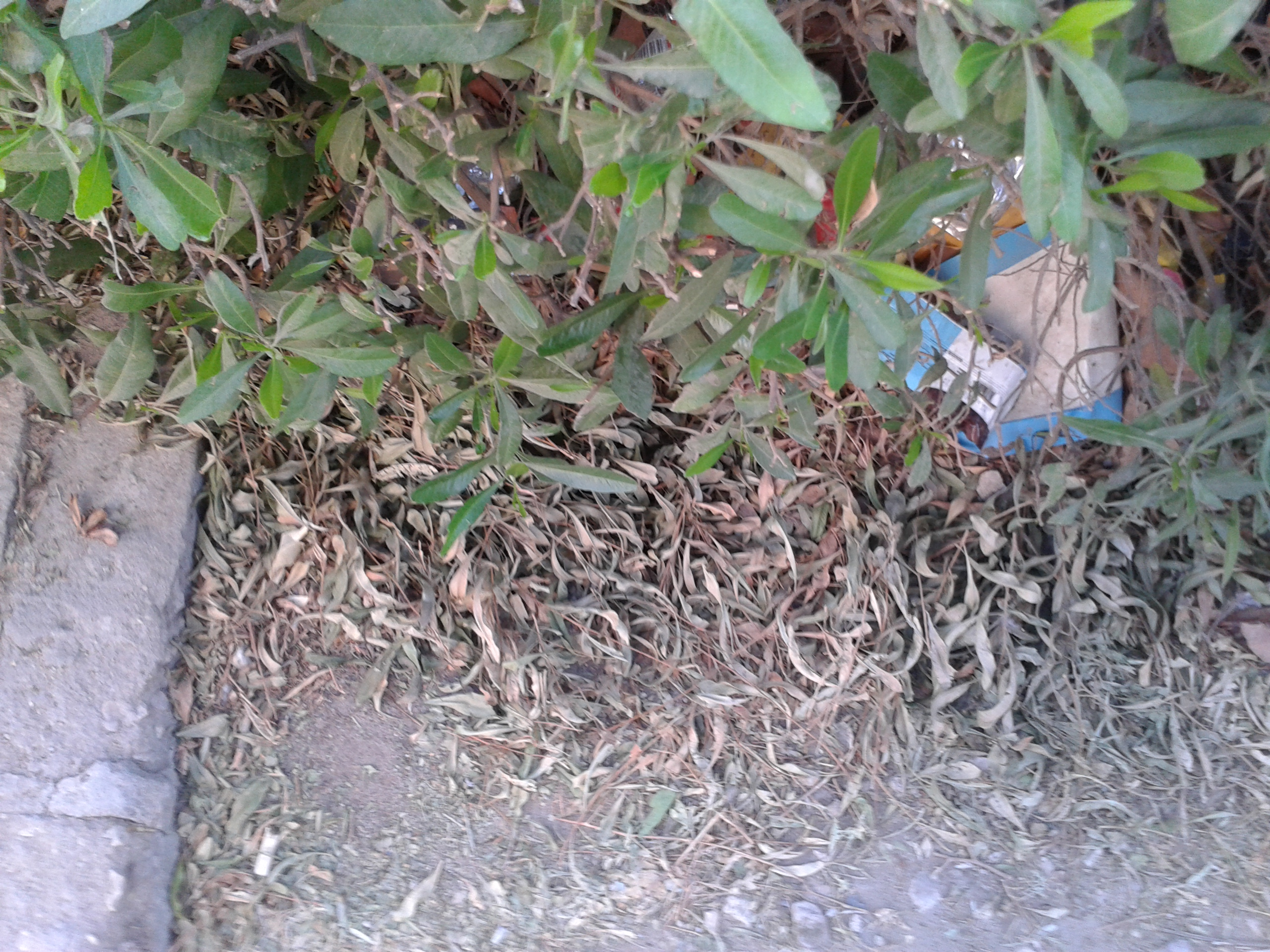
أوراق نبات

## تكوين الورقة

تشريح تكوين الورقة

### البشرة
البشرة عبارة عن خلايا نباتية متراصة وتتسع عند أماكن الثغور، تغطي ورقة النبات من الجهتين العليا والسفلى، وتتميز البشرة العليا بكونها اسمك من البشرة السفلى وذلك لتعرضها لضوء الشمس المستمر. ولا تحتوي خلايا البشرة على بلاستيدات خضراء، هذه البشرة مركبة من مادة الكيوتين والتي تغلف الجدار وهي طبقة شمعية تحافظ على الاوراق وتحميها في أيام الحر الشديد وتحمي الورقة من فقدان الماء.
والثغور هي فراغات تتواجد في البشرة محاطة بخلايا حارسة لها القدرة على التمدد والتقلص حسب درجة الحرارة. ففي الجو الحار تتمدد الخلايا الحارسة كي تغلق الثغور وتمنع فقدان الماء (من خلال النتح) من النبات والعكس صحيح في الأجواء الباردة. فمن خلال التمدد والانكماش تقوم الثغور بموازنة مستوى الماء في النبتة.

### النسيج المتوسط
النسيج المتوسط (بالإنجليزية: Mesophyll)‏ يقع بين البشرة العليا والبشرة السفلة يتواجد داخله النسيج العمادي والنسيج الإسفنجي.
- النسيج العمادي: خلايا هذا النسيج مستطيلة متعامدة منتظمة مبنية من صفوف تحتوي على نسبة عالية من بلاستيدات خضراء، وظيفته القيام بجزء من عملية التركيب الضوئي.
- النسيج الإسفنجي: خلايا هذا النسيج خلايا مفككة غير منتظمة ويوجد بينها مساحات معينة لهذا سمي نسيج اسفنجي تحتوي خلاياه على نسبة قليلة من بلاستيدات خضراء، وظيفته تكوين جهاز تهوئة يساعد بعملية التركيب الضوئي.

### النسيج الوعائي
يتكون النسيج الوعائي من :
- اللحاء (الأوعية الغربالية): يقوم بنقل العصارة الغذائية من أماكن تصنيعها إلى أماكن استهلاكها وتخزينها من الأوراق إلى باقى أجزاء النبات وفي جميع الاتجاهات.
- الخشب (الأوعية الخشبية): يقوم بنقل الماء والأملاح من الجذور إلى باقي اجزاء النبات وفي جميع الاتجاهات.

يختلف شكل الورقة من نوع إلى آخر وأحياناً ضمن النوع نفسه.

## أجزاء الورقة
يختلف تركيب الورقة في حالة أحاديات الفلقة عن ثنائيات الفلقة.
بالنسبة لأحاديات الفلقة، تتكون الورقة من نصل (بالإنجليزية: Leaf Blade)‏ وغمد (بالإنجليزية: Leaf Sheath)‏ وأذينتين (بالإنجليزية: Auricles)‏ ولسين (بالإنجليزية: Ligule)‏.

## ترتيب الأوراق على الساق
يمكن للأوراق أن تتخذ تراتيب مختلفة على الساق. ومنها:
- ترتيب متبادل
- ترتيب متقابل
- ترتيب محيطي
- ترتيب وريدة

## تموضع الأوراق على الساق
- ورقة معنقة: هي التي ترتبط بالساق عن طريق عنق الورقة.
- ورقة لاطئة: تتصل بالساق مباشرة دون وجود عنق للورقة.
- ورقة محيطية: ورقة تقطعها الساق في وسطها فتكون محيطة بالساق من كل الجوانب.

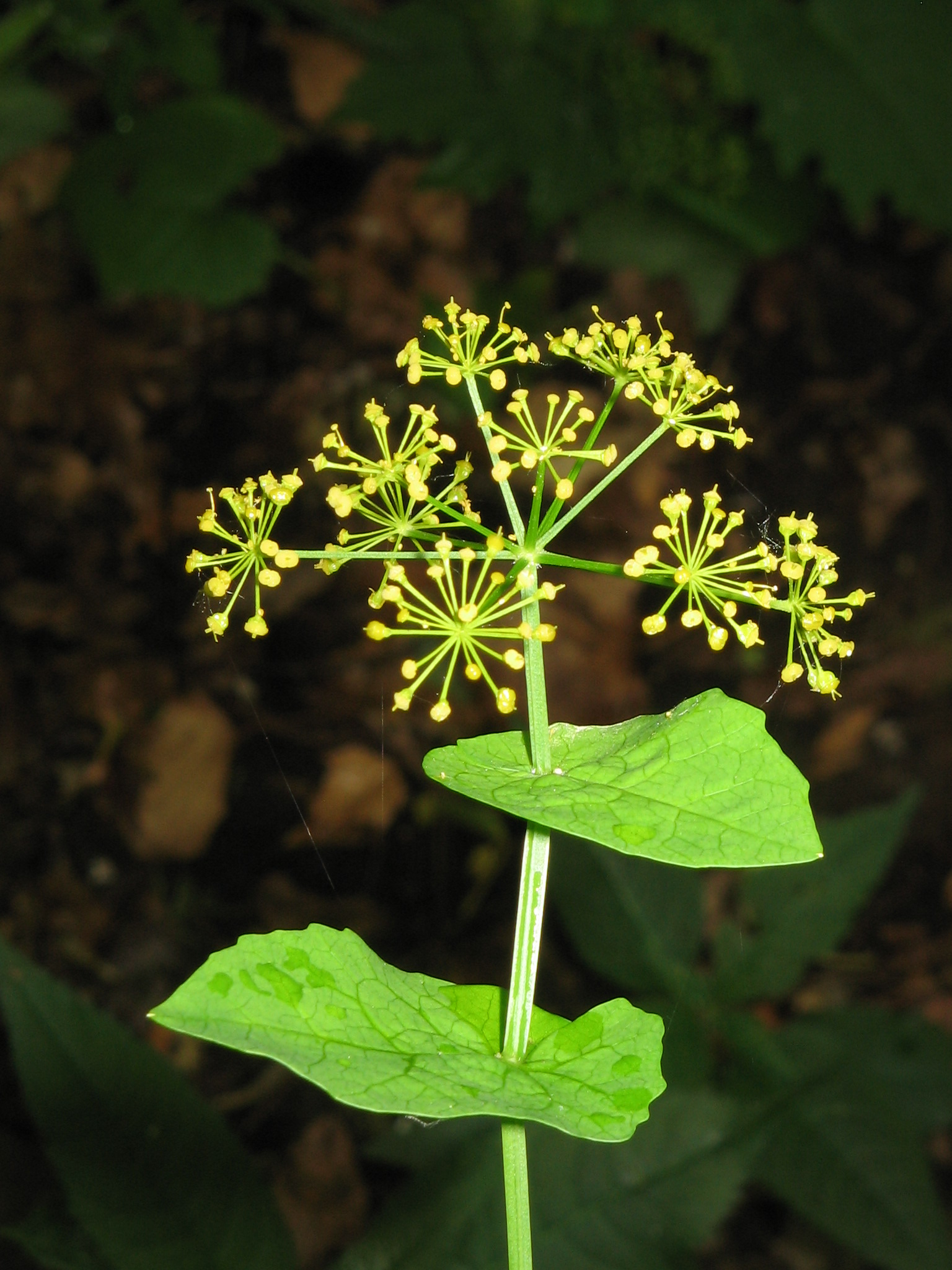
ورقة محيطية لنبات السمورنيون محيطي الأوراق

## معرض صور

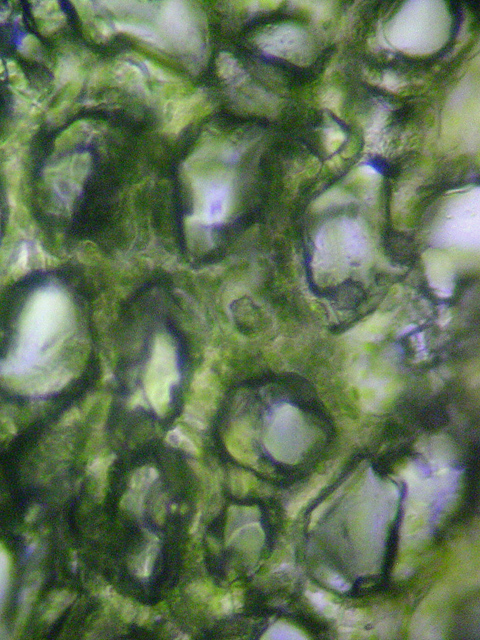
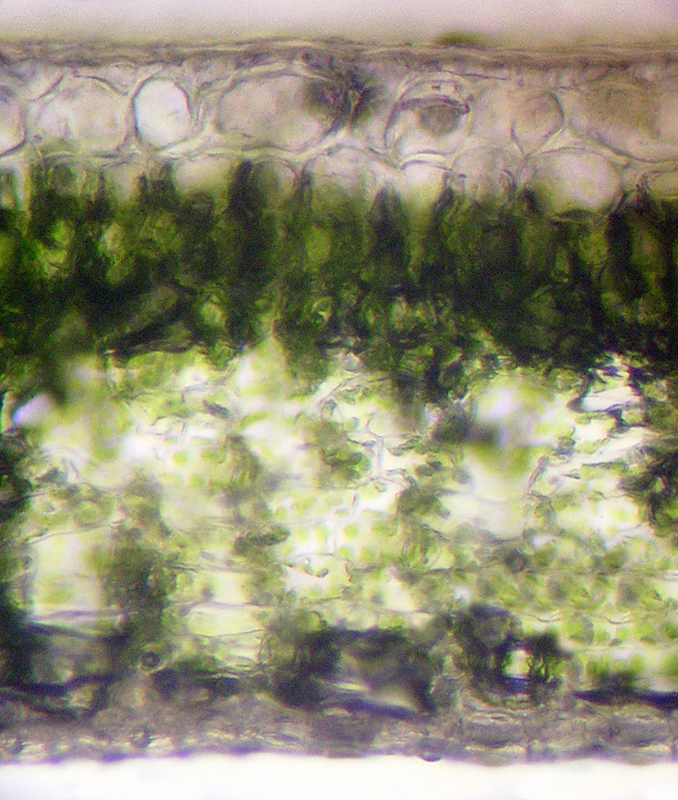
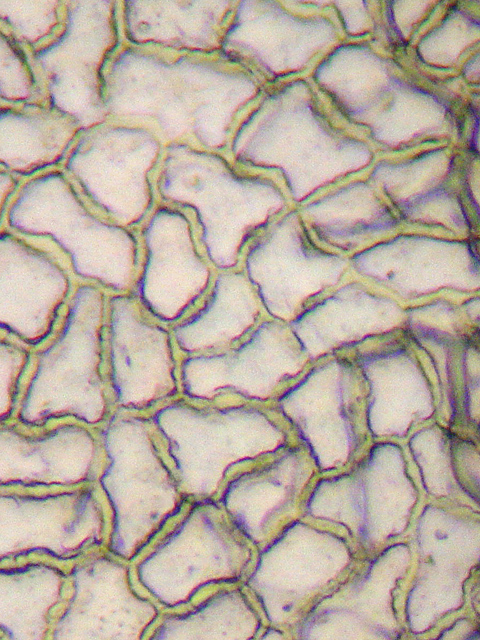